# 332. п. н. е.

## Догађаји
- Александар Македонскије освојио Тир после дуготрајне опсаде.